# چیرپان
چیرپان شهری در استارا زاگورا کشور بلغارستان است که جمعیت آن در سال ۲۰۰۱ میلادی ۱۸٬۰۲۲ نفر بوده‌است.